# Рачисубани (Болнисский муниципалитет)
Рачисубани (груз. რაჭისუბანი) — село в Грузии, на территории Болнисского муниципалитета края (мхаре) Квемо-Картли.

## География
Село находится в юго-восточной части Грузии, на левом берегу реки Машаверы, на расстоянии приблизительно 1 километра (по прямой) к юго-востоку от города Болниси, административного центра муниципалитета. Абсолютная высота — 482 метра над уровнем моря.

## Население
По результатам официальной переписи населения 2014 года в Рачисубани проживало 597 человек (291 мужчина и 306 женщин). В национальной структуре населения грузины составляли 99 %, армяне — 0,3 %.
| Год  | Население, человек |
| ---- | ------------------ |
| 2002 | 795                |
| 2014 | ↘ 597              |